# Carl Mennicke
August Carl Mennicke (né le 5 septembre 1887 à Elberfeld, mort le 15 novembre 1958 à Francfort-sur-le-Main) est un travailleur social allemand.

## Biographie
Mennicke vient d'une famille petite-bourgeoise protestante. Comme sa famille ne peut pas lui permettre de continuer des études, il devient employé de bureau à quatorze ans. Cependant il obtient l'abitur puis avec l'aide de l'Église réformée étudie la théologie à Bonn, Halle et Berlin. Avec une subvention, il vient étudier à Utrecht en 1912. Après ses études, il retourne après 1914 en l'Allemagne pour prendre une place dans le vicariat de Godesberg. Pendant la Première Guerre mondiale, il est temporairement soldat. En 1917, il était vicaire à Holten dans la région de la Ruhr, où il voit les mauvaises conditions de vie des travailleurs.
Un an plus tard, il rejoint la "Société de travail social de Berlin-Est". Elle a pour but d'une part la promotion de l'éducation des travailleurs, d'autre part la coexistence des étudiants et des travailleurs.
Pendant la Révolution allemande de 1918-1919, il fait partie avec Paul Tillich d'un groupe de discussion de socialisme religieux, le cercle Kairos.
Mennicke adhère à l'USPD puis au SPD. Avec Eduard Heimann et d'autres, il appartient au cercle Tillich. En 1927, il se rapproche de l'Église évangélique et s'éloigne du socialisme religieux.
Mennicke est en 1923 le fondateur et directeur du "séminaire pour le bien-être des jeunes" à l'Université allemande de politique. Il crée le premier centre de formation de pédagogie sociale pour les hommes, alors que la profession comprend presque uniquement des femmes. En 1925, le centre devient mixte. En 1927, il est reconnu par l'État.
En 1925, Mennicke est président des travailleurs sociaux fédéraux allemands, l'homologue masculin à l'Association allemande de la fonction sociale féminine. Sous sa direction, les deux organismes se regroupent en 1927 pour former l'Association allemande de l'Association des travailleurs sociaux allemands.
Lors de l'arrivée au pouvoir des nazis, il émigre aux Pays-Bas. Ses livres sont brûlés à Francfort. En 1934, sa licence d'enseignement est abrogée.
À Amersfoort, il est professeur à l'École internationale de philosophie qui propose des cours aux adultes.
Il travaille intensivement sur les questions socio-éducatives. Il publie en 1937 un projet de pédagogie sociale.
Après l'invasion des Pays-Bas par l'armée allemande, il est arrêté. Mennicke va d'abord au camp de travail de Wuhlheide, à Berlin-Oberschöneweide. Après une grave maladie, il est emmené au camp de concentration d'Oranienburg-Sachsenhausen. Après deux ans de prison, il est libéré. Il reste sous surveillance policière et devient travailleur dans la métallurgie.
Après la Seconde Guerre mondiale, il part à Amersfoort puis revient à Francfort, où il est professeur honoraire de sociologie à l'université jusqu'en 1952.